# Accademia di belle arti di Catanzaro
Die Accademia di belle arti di Catanzaro (Akademie der Schönen Künste von Catanzaro) ist eine öffentliche Kunstakademie in Catanzaro, Italien. Sie wurde 1972 gegründet. Zu den von der Akademie ausgezeichneten Persönlichkeiten zählt auch Paolo Conte, dem 2007 die Ehrendoktorwürde für Malerei verliehen wurde.